# Міська брама (Сатанів)
Са́танівська міська́ бра́ма — пам'ятка містобудування та архітектури в Україні національного значення. Розташована в смт Сатанів Городоцького району Хмельницької області. Пам'ятка є однією з провідних містобудівних домінант у забудові південної частини Сатанова. Це високохудожній архітектурний твір із характерним ренесансним і бароковим декором. 

## Історія брами
Міська брама розташувалася в південній частині Сатанова, неподалік від місця злиття річки Збруч і невеликої річки Шандрова, в межах пологої лівобережної смуги. Браму закладено в XV столітті на місці давнього південного в'їзду в Сатанів. У XVI столітті браму перебудували. Вона влилася в загальну систему оборонних мурів міста, з'єднавшись із Сатанівським замком. У другій половині XVII століття браму було пошкоджено. 1724 року її відновили, при цьому надбудували зубчастий декоративний парапет на білокам'яних консолях.

Міська брама (жирний квадрат у лівому нижньому кутку) на плані Сатанова, який виконав Юхим Сіцінський, 1928 рік

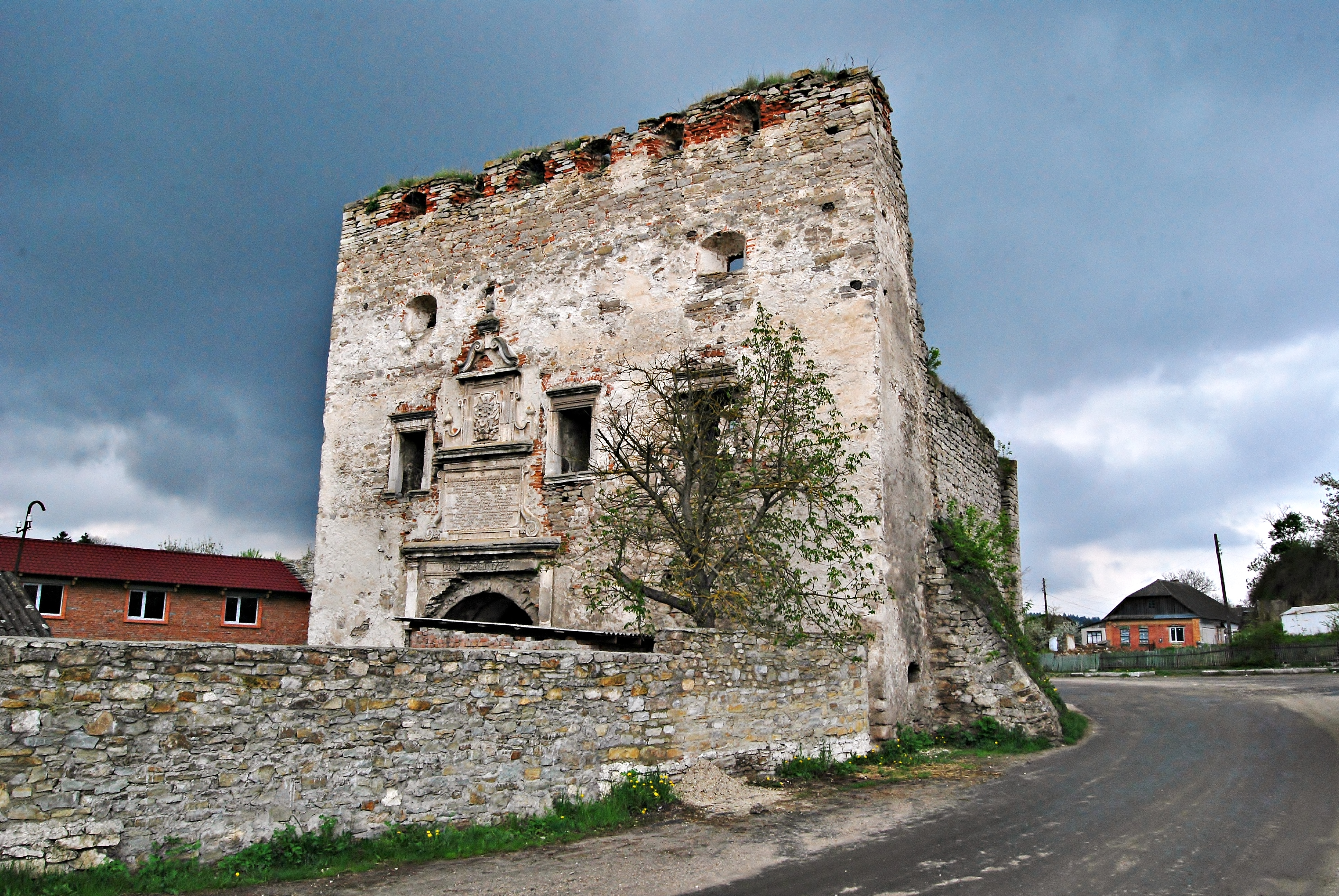
Вигляд брами у 2008 році

Коли брама втратила оборонне значення, в ній у різний час розміщувалися митниця (Сатанів розташований на березі Збруча, яким до 1939 року проходив кордон — спочатку між Російською імперією і Австро-Угорщиною, потім між СРСР і Польщею), комора сільського споживчого товариства (про це, зокрема, нагадує купа закам'янілої солі в кутку на першому поверсі), стайня. 
Нині один із місцевих підприємців узявся за відновлення брами. Зокрема, він (станом на травень 2009 року) очистив від сміття та зміцнив другий поверх, планує відновити стіни та встановити дах. Поруч із брамою підприємець будує готель, ресторан і музей.

## Архітектурні особливості брами

План брами. Вигляд із поля

Брама кам'яна, квадратна в плані. Товщина зовнішніх стін становить 2,2 м. Проїзд, завширшки 6,8 м, перекрито кам'яним коробовим склепінням. Решта між'ярусних перекриттів плоскі по балках. Сполучення між першим і другим ярусами забезпечують сходи в стіні. У східному приміщенні першого ярусу кам'яні сходи ведуть у підвал, який згодом було засипано (тепер частково розчищений). Перший і другий яруси мають бійниці зі щоками, що розширюються в обидва боки, та прямокутним світловим отвором. Другий ярус освітлюється великими віконними прорізами з білокам'яними наличниками пізнього ренесансного характеру. Портал проїзду з напільного боку разом із декором над ним до рівня третього ярусу утворюють складну композицію у бароковому стилі. Над карнизом порталу встановлено щит із гербом. На картуші та фризі антаблемента є латинський текст і дата «1724». Напис засвідчує:
«Адам Миколай Сенявський із Гранова, власник Шклова і Міши, каштелян краківський, найвищий поводир державного війська, для громадської безпеки оцю твердиню відновив року 1722, маючи намір мурами захищати батьківщину, що її стільки раз захищав грудьми. Отож віща думка фундатора подбала побудувати оцю браму, щоб Оттоманській Порті загородити дорогу до Польщі, щоб користуватися рівною силою проти нападів варварів, лютому татарину протиставив Сатанів, проти чого навіть і ворота адові не здолають, надто коли цю твердиню закрито перед ворогами. Одному тільки Богові, Королеві і Батьківщині віддаватиме свої ключі. Року Божого 1724».
Весь декор брами виконано в білому камені. Фасади стін фрагментарно зберегли штукатурку.